# Stictolejeunea
Stictolejeunea là một chi rêu trong họ Lejeuneaceae.